# Dijon Challenger
Il Dijon Challenger è stato un torneo professionistico di tennis giocato su campi in sintetico. Faceva parte dell'ATP Challenger Series. L'unica edizione si è disputata a Digione in Francia.

## Albo d'oro

### Singolare
| Anno | Campione       | Finalista         | Punteggio |
| ---- | -------------- | ----------------- | --------- |
| 1988 | Ronnie Båthman | Tobias Svantesson | 7–6, 6–1  |

### Doppio
| Anno | Campioni                       | Finalisti                                | Punteggio     |
| ---- | ------------------------------ | ---------------------------------------- | ------------- |
| 1988 | Howard Endelman Gavin Pfitzner | Mihnea-Ion Nastase Fernando Pérez Pascal | 7–6, 6–7, 6–4 |